# پاول کابا تیبا
پاول کابا تیبا (انگلیسی: Paul Kaba Thieba؛ زادهٔ ۲۸ ژوئیهٔ ۱۹۶۰) یک سیاست‌مدار اهل بورکینافاسو است. در تاریخ ۶ ژانویه ۲۰۱۶ تیبا توسط رئیس‌جمهور راک مارک کریستین کابوره به نخست‌وزیری منصوب شد.
بلافاصله با گرفتن قدرت در اولین آزمایش خود به عنوان نخست‌وزیر، وی با اقدامات تروریستی توسط ستیزه‌جویان مغربی القاعده مواجه شد، که در ۱۵ ژانویه ۲۰۱۶ به هتل اسپلندید در واگادوگو حمله کردند. نیروهای امنیتی مداخله کرده و با حمله به هتل بیش از ۳۰نفر را آزاد کردند و بیش از ۲۰نفر کشته شدند.
در تاریخ ۲۰ فوریه ۲۰۱۷، وزرای کابینه تیبا گسترش پیدا کرد، و وزرا از ۲۹ وزیر به ۳۲ وزیر افزایش یافتند.
اما در ۱۹ ژانویه ۲۰۱۹، تیبا و کل کابینه‌اش پس از یک سری حملات تروریستی در کشور از سمت خود استعفا دادند، این حرکت در یک بیانیه تلویزیونی توسط رئیس‌جمهور کابوره اعلام گردید. دلیل دیگری برای استعفای دولت تیبا اعلام نشده‌است.